# Skeppsholmen
Skeppsholmen – wyspa a zarazem dzielnica położona w centrum stolicy Szwecji, Sztokholmu. Skeppsholmen łączy się od strony północno-zachodniej z półwyspem Blasieholmen mostem Skeppsholmsbron, a od strony południowo-wschodniej z wyspą Kastellholmen mostem Kastellholmsbron.
Na wyspie znajdują się muzea: Sztuki Współczesnej (Moderna Museet), Architektury (Arkitekturmuseet) oraz Dalekiego Wschodu (Östasiatiska Museet). Mieści się tam także Królewska Wyższa Szkoła Artystyczna (Kunliga Konsthögskolan), kościół i gmach Admiralicji. 
Przy zachodnim brzegu Skeppsholmen na pokładzie zacumowanego żaglowca af Chapman istnieje schronisko młodzieżowe.